# Crystyle
Crystyle es el quinto EP del grupo surcoreano CLC. Fue publicado el 17 de enero de 2017 por Cube Entertainment y distribuido por CJ E&M.

## Antecedentes y lanzamiento
El 27 de diciembre de 2016, CLC confirmó que lanzaría un nuevo álbum en enero, con un concepto diferente de la imagen existente del grupo. También se dijo que su nuevo álbum tenía como objetivo mostrar una imagen más carismática, hip-hop y chic. El 4 de enero de 2017, CLC lanzó la portada del álbum de Crystyle que sería publicado el 17 de enero de 2017. El 10 de enero, CLC publicó la foto del concepto de «Hobgoblin».

## Sencillo
«Hobgoblin» es una canción trap y EDM escrita por Hyuna, Seo Jaewoo, Big Sancho y Son Youngjin, que habían trabajado previamente en la canción «Crazy» de 4minute.

## Lista de canciones
| N.º | Título                 | Letras                                      | Música                                                | Arreglo                              | Duración |  |
| 1.  | «Liar»                 | Big Sancho, Yorkie                          | Devine Channel, Holiday                               | Devine Channel, Holiday              | 3:17     |  |
| 2.  | «Hobgoblin» (도깨비)   | Hyuna, Seo Jaewoo, Big Sancho, Son Youngjin | Seo Jaewoo, Big Sancho, Son Yeongjin                  | Seo Jaewoo, Big Sancho, Son Yeongjin | 3:30     |  |
| 3.  | «Mistake»              | Big Sancho, Ferdy, Jang Yeeun               | Big Sancho, Ferdy, Devine Channel                     | Big Sancho, Ferdy                    | 3:08     |  |
| 4.  | «Meow Meow» (미유미유) | Son Youngjin, Jo Sungho                     | Son Youngjin, Jo Sungho, Geoff Earley, Devine Channel | Son Youngjin, Geoff Earley           | 3:18     |  |
| 5.  | «I Mean That» (말이야) | Son Youngjin, Kang Dongha, Jang Yeeun       | Son Youngjin, Kang Dongha                             | Son Youngjin, Kang Dongha            | 3:14     |  |
| 6.  | «Depression» (눈물병)  | Son Youngjin, Jo Sungho                     | Son Youngjin, Jo Sungho                               | Son Youngjin, Jo Sungho              | 3:27     |  |

## Historial de lanzamientos
| Región        | Fecha               | Formato              | Distribuidora              |
| ------------- | ------------------- | -------------------- | -------------------------- |
| Todo el mundo | 17 de enero de 2017 | Descarga digital     | Cube Entertainment, CJ E&M |
| Corea del Sur | 17 de enero de 2017 | CD, Descarga digital | Cube Entertainment, CJ E&M |